# Heinrich Karl von Haymerle
Heinrich Karl svobodný pán von Haymerle (7. prosince 1828 Vídeň – 10. října 1881 Vídeň) byl rakousko-uherský diplomat a politik. V diplomacii působil od roku 1850, vystřídal nižší posty v Turecku a Německu, později byl účastníkem několika mezinárodních konferencí a vyslancem v různých evropských zemích. V roce 1876 byl povýšen na barona a v letech 1877–1879 byl rakousko-uherským velvyslancem v Itálii. Nakonec v letech 1879–1881 zastával funkci ministra zahraničí Rakouska-Uherska.

## Biografie

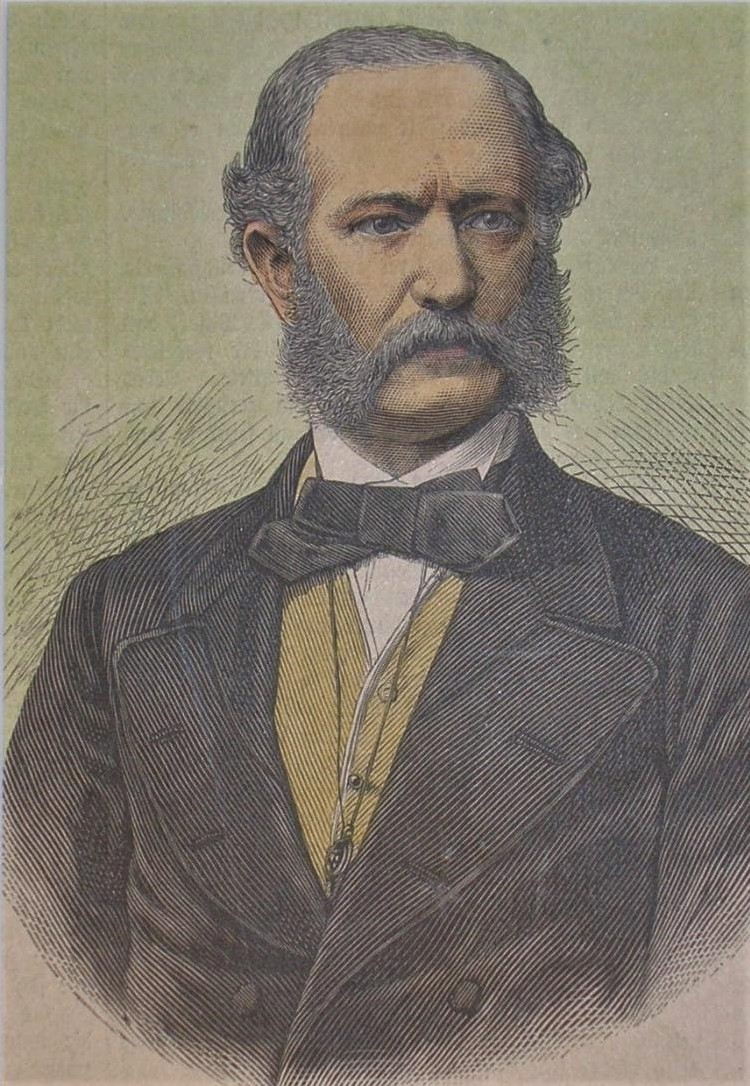
Heinrich Karl von Haymerle (1879)

Pocházel z úřednické rodiny povýšené v 18. století do šlechtického stavu, předkové v několika generacích působili v Českém království. Narodil se jako nejstarší ze tří synů c. k. dvorního agenta Johanna Nepomuka Haymerleho (1793–1833). Vystudoval Orientální akademii ve Vídni a během revoluce 1848–1849 v Rakouském císařství se v říjnu 1848 podílel na vídeňském studentském povstání. Byl zatčen a jen díky přímluvě barona Alexandera von Hübnera u Alfreda Windischgrätze unikl trestu zastřelení. Od roku 1850 působil v diplomatických službách, zprvu jako úředník v Istanbulu, později například byl pověřen diplomatickými úkoly během krymské války. Od roku 1862 byl legačním tajemníkem ve Frankfurtu, kde se seznámil se svou pozdější manželkou. Po německo-dánské válce nastoupil roku 1864 v Kodani s cílem urovnat diplomatické vztahy s Dánským královstvím. Roku 1866 se účastnil mírových jednání mezi Prusy a Rakušany v Praze. Následně byl až do roku 1868 prozatímním vyslancem v Berlíně a pak ho Friedrich Ferdinand von Beust povolal na ministerstvo zahraničí. Krátce působil v Istanbulu, od prosince 1869 byl vyslancem v Athénách a od roku 1872 v Haagu. Roku 1876 opět krátce působil přímo na ministerstvu, v době úřadování Gyuly Andrássyho. V lednu 1877 byl jmenován velvyslancem v Římě. Následujícího roku byl třetím rakousko-uherským zplnomocněncem na Berlínském kongresu.

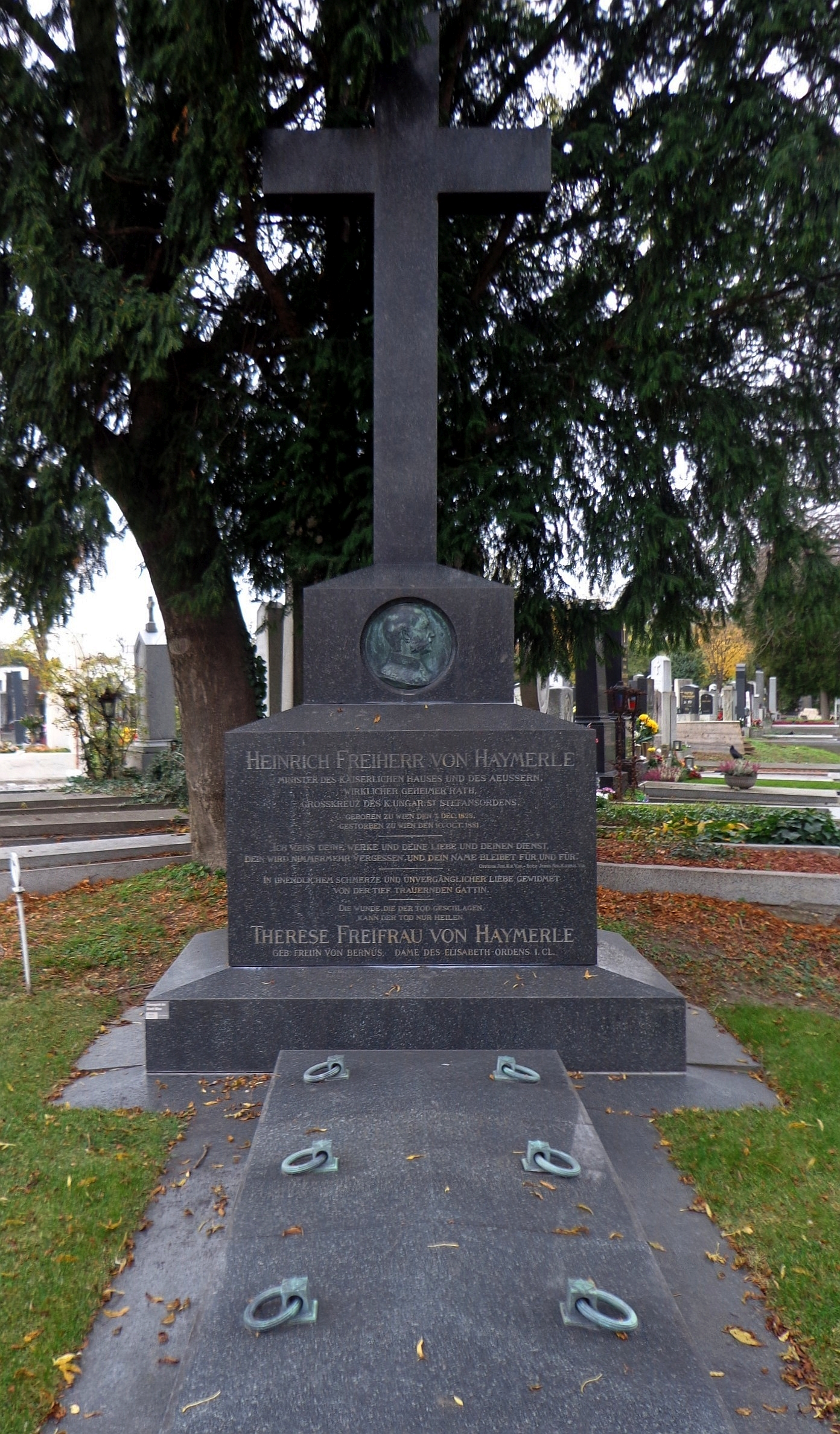
Hrob Heinricha Karla Haymerleho na Centrálním hřbitově ve Vídni

Od 8. října 1879 do 10. října 1881 zastával post ministra zahraničí Rakouska-Uherska (jedno ze tří společných ministerstev Rakouska-Uherska, zřízených po rakousko-uherském vyrovnání) a z titulu této funkce byl i formálním ministerským předsedou Rakouska-Uherska. Historik Otto Urban ovšem uvádí, že na rozdíl od svého předchůdce Gyuly Andrássyho, který měl faktický zásadní vliv na politiku monarchie, byl Heinrich Karl von Haymerle převážně aktivní výlučně jako šéf diplomacie a do vnitřních otázek státu nezasahoval. Ve funkci ministra se zasloužil roku 1881 o znovuobnovení spolku tří císařů, aliance Německa, Rakouska-Uherska a Ruska o vzájemné neutralitě. Připravil rovněž prostor pro vznik trojspolku Německa, Rakouska-Uherska a Itálie (ustaven až po Haymerleho smrti roku 1882).
Zemřel náhle 10. října 1881 ve věku nedožitých 53 let, je pohřben na Centrálním hřbitově ve Vídni.

## Rodina
V roce 1867 se oženil s Terezií von Bernus (1843–1900), dcerou frankfurtského velkoobchodníka, politika a mecenáše Franze Alfreda Bernuse (1808–1884). Terezie se později stala nositelkou Alžbětina řádu. Z manželství se narodily dvě děti. Dcera Marie Vilemína (1868–1896) byla první manželkou haličského šlechtice hraběte Kazimíra Ledochówskiho (1857–1930), c. k. komořího a důstojníka c. k. armády. Syn Franz (1874–1917) vystudoval práva, sloužil v armádě a působil v diplomacii.
Heinrichův mladší bratr Alois August (1829–1887) sloužil v armádě, dosáhl hodnosti generálmajora, uplatnil se jako vojenský diplomat a spisovatel.

## Tituly a ocenění
Od narození užíval šlechtický titul rytíře, který rodina získala v roce 1737 spolu s českým inkolátem. Za zásluhy v oblasti diplomacie byl osobním rozhodnutím císaře Františka Josefa povýšen do stavu svobodných pánů (4. dubna 1876), příslušný diplom byl vystaven k datu 14. června 1876. Ve funkci velvyslance v Římě obdržel v roce 1877 titul c. k. tajného rady s nárokem na oslovení Excelence. Během svého působení ve státních službách obdržel několik vysokých vyznamenání v Rakousku-Uhersku i v zahraničí. Kromě toho byl také čestným rytířem Maltézského řádu.

### Rakousko-Uhersko
- velkokříž Královského uherského řádu svatého Štěpána (1881)
- komtur Řádu Františka Josefa s hvězdou (1869)
- Řád železné koruny III. třídy (1863)

### Zahraničí
- velkokříž Řádu Karla III. (Španělsko)
- velkokříž Řádu sv. Mořice a sv. Lazara (Itálie)
- velkokříž Řádu italské koruny (Itálie)
- velkokříž Řádu nizozemského lva (Nizozemsko)
- velkokříž Řádu Spasitele (Řecko)
- velkokříž Řádu rumunské hvězdy (Rumunsko)
- komandér Danebrožského řádu (Dánsko)
- Řád Medžidie II. třídy (Osmanská říše)